# Carola Neher
Carola Neher (2 de noviembre de 1900 – 26 de junio de 1942) fue una actriz de nacionalidad alemana, que conoció la fama en el Berlín de los primeros años 1930. Huyendo del Tercer Reich, se refugió en la Unión Soviética, donde el régimen estalinista la envió a morir al gulag durante la Gran Purga.

## Biografía

### Carrera
Carola Neher nació en Múnich, Alemania, siendo sus padres un profesor de música y una artista de cabaret. Tras superar sus estudios de secundaria, trabajó como empleada de banca entre 1917 y 1919.
Sin formación artística, ella actuó a partir del verano de 1920 y hasta 1922 en el Theater Baden-Baden, y después en Darmstadt y Núremberg. Finalmente llegó al Teatro de Cámara de Múnich, teatro de alta calidad en el que únicamente obtenía pequeños papeles. En 1924 entró a formar parte en Breslavia del teatro de Theodor Lobe, donde actuaban Therese Giehse y Peter Lorre. Fue allí donde conoció al poeta Klabund (Alfred Henschke), llegado de Múnich, con el que se casó el 5 de mayo de 1925. Klabund, enfermo de los pulmones y diez años mayor que ella, ya era un renombrado poeta lírico. La representación de su pieza Der Kreidekreis en Meißen constituyó el primer gran éxito de Carola Neher.
Ella se mudó a Berlín en 1926, donde colaboró con Bertolt Brecht. En 1928, mientras ensayaba para el papel de Polly en La ópera de tres centavos, de Brecht, Klabund fue llevado a Davos por culpa de una tuberculosis, razón por la cual la actriz no pudo participar en el legendario estreno de la pieza. En mayo de 1929 Neher retomó el papel, durante la gira que siguió al primer éxito. Ese año también grabó las canciones Die Seeräuber-Jenny y Barbara Song.
En los siguientes años Brecht escribió para ella el papel de Lilian Holiday en Happy End, y el papel titular de Die heilige Johanna der Schlachthöfe. En 1931 Neher actuó en  La ópera de los tres centavos, adaptación al cine de la obra de Brecht, siempre con el papel de Polly. En el mismo año obtuvo un nuevo éxito encarnando a Marianne en Geschichten aus dem Wiener Wald, de Ödön von Horváth, además de participar en la revista Ich tanze um die Welt mit dir, de Friedrich Hollaender.
Tras una relación con el director de orquesta Hermann Scherchen, volvió a casarse en 1932 con el ingeniero de origen rumano Anatol Becker. En 1933, Neher, con ideas cercanas al Partido Comunista de Alemania, firmó una petición contra Adolf Hitler, en compañía de otros artistas. Finalmente, en primavera decidió abandonar Alemania. Viajó a Praga con Anatol Becker, actuando allí en la Ópera Estatal de Praga en Pigmalión, de George Bernard Shaw, y en La fierecilla domada, de William Shakespeare. En 1934 emigró a la Unión Soviética. En Moscú se sumó a la compañía teatral Kolonne Links, un grupo agitprop dirigido por Gustav von Wangenheim. Su hijo Georg nació el 26 de diciembre de 1934. Neher trabajó como periodista, recitó y dio cursos de arte dramático. Su esperanza de reiniciar su carrera cinematográfica en la Unión Soviética no se cumplió.

### Encarcelamiento y muerte
El 25 de julio de 1936, ella fue arrestada junto a su marido dentro del marco de la Gran Purga, tras ser denunciada por Gustav von Wangenheim. Becker fue condenado en 1937 por trotskismo, y Neher a diez años en un campo de trabajo. La actriz falleció cinco años más tarde en el campo de Sol-Iletsk, cerca de Oremburgo, a causa de un tifus.
La tesis de Reinhard Müller, apoyada en documentos de la época, según la cual Neher y su marido fueron denunciados como trotskistas por Gustav von Wangenheim, es negada por el hijo de este último, Friedel von Wangenheim, que la considera parcial e inexacta. El hijo de Von Wangenheim indica que su padre, encarcelado por el NKVD por actitudes monárquicas, hubo de firmar una carta denunciando a Carola Neher como « elemento anti-soviético ». Incluso llegó a negarse a firmar la parte en la que Neher y Becker eran acusados de planificar el asesinato de Stalin.

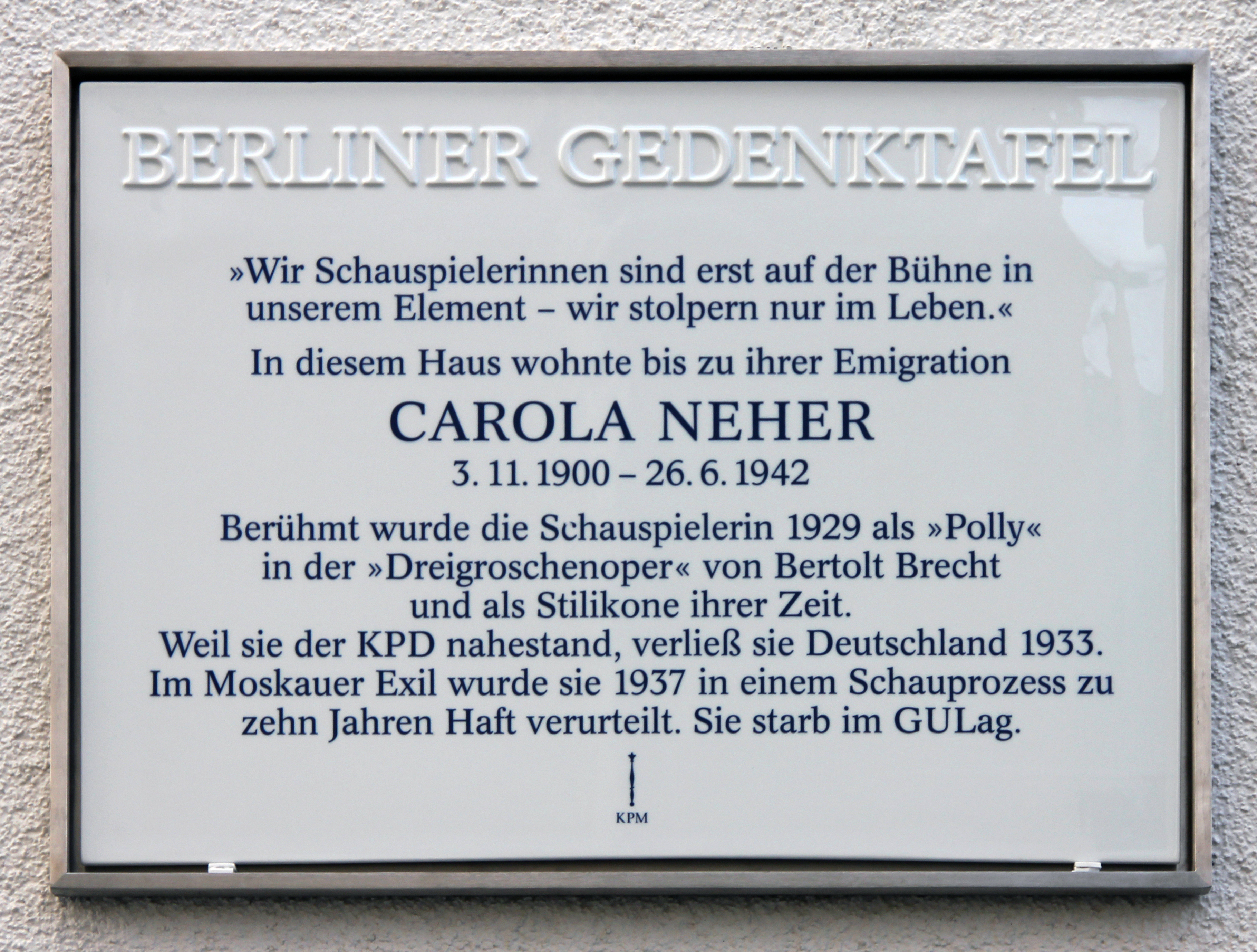
Placa conmemorativa en la Fürstenplatz 2, en Berlín-Westend (2017)

## Actuaciones

### Teatro (primeros papeles)
- 1925 : Klabund : Der Kreidekreis
- 1930 : Bertolt Brecht : Die heilige Johanna der Schlachthöfe
- 1931 : Ödön von Horváth : Geschichten aus dem Wiener Wald
- Bertolt Brecht: Happy End

### Cine
- 1922 : Mysterien eines Frisiersalons
- 1931 :  La ópera de los tres centavos

### Radio
- 1932 : Bertolt Brecht: Die heilige Johanna der Schlachthöfe, dirección de Alfred Braun (Funk-Stunde Berlin)